# Pablo Mina
Pablo Andrés Mina (Corinto, Cauca, Colombia, 6 de septiembre de 1985) es un exfutbolista colombiano. Jugaba como portero y su último equipo fue el Deportes Quindío.

## Trayectoria

### Primeros años
Se inició como arquero tras ver como icono a Óscar Córdoba en la Selección Colombia. Mina ingresó brevemente a las inferiores del Deportivo Cali y después pasó a las inferiores del América de Cali donde se terminó de formar. En el 2006 recibió una oferta para jugar en el fútbol salvadoreño, la cual aceptó y se convirtió en nuevo jugador del Municipal Limeño donde permaneció hasta 2008.

### Retorno al fútbol colombiano
Regresó a inicios del 2009 al país cafetero para jugar en la segunda división con el Expreso Rojo de Zipaquirá, de allí pasó al Pacifico F.C. de Buenaventura. Para 2011 jugó con Depor Aguablanca disputando 28 partidos con dicha casaca. 
Para 2012 empezó a ser más conocido en el FPC cuando se convirtió en jugador de Cortuluá donde jugó 30 partidos y llamó la atención del Deportivo Pereira donde tan solo disputó 7 partidos y regresó al Cortuluá para el finalización 2013 y desde allí se destacó con el equipo corazón del valle llegando a semifinales en el Apertura 2016 perdiendo en penales con el Independiente Medellín.
En enero de 2017 se convirtió en jugador del Deportivo Cali donde fue suplente de Camilo Vargas, al final logró la titularidad llegando a la final del Torneo Apertura donde la pierden con Atlético Nacional en un global de 5-3 quedando subcampeones con Mina en el arco. Luego jugó para el Boyacá Chicó y Jaguares de Córdoba.
El 3 de enero de 2022 se confirmó su traspaso al Deportes Quindío de la ciudad de Armenia.

## Clubes
| Club                | País                | Año                 | Partidos |
| ------------------- | ------------------- | ------------------- | -------- |
| Municipal Limeño    | El Salvador         | 2007 - 2008         | ?        |
| Tigres              | Colombia            | 2009                | 4        |
| Pacífico F. C.      | Colombia            | 2010                | 18       |
| Atlético            | Colombia            | 2011                | 28       |
| Cortuluá            | Colombia            | 2012                | 30       |
| Deportivo Pereira   | Colombia            | 2013                | 7        |
| Cortuluá            | Colombia            | 2014 - 2016         | 108      |
| Deportivo Cali      | Colombia            | 2017 - 2019         | 51       |
| Boyacá Chicó        | Colombia            | 2020 - 2021         | 8        |
| Jaguares de Córdoba | Colombia            | 2021 - 2022         | ?        |
| Deportes Quindío    | Colombia            | 2023                | 0        |
| Total en la carrera | Total en la carrera | Total en la carrera | 254      |